# Quintus Sittius Caecilianus
Quintus Sittius Caecilianus war ein im 2. Jahrhundert n. Chr. lebender Angehöriger des römischen Ritterstandes (Eques).
Durch eine Weihinschrift, die bei Bakewell gefunden wurde und die auf 101/200 wird, ist belegt, dass Caecilianus Präfekt der Cohors I Aquitanorum war, die zu diesem Zeitpunkt in der Provinz Britannia stationiert war.